# Tchèque commun

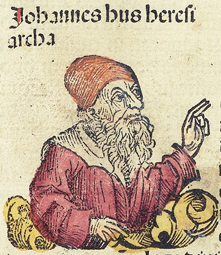
Jan Hus, "inventeur" du háček.

Le tchèque commun (en tchèque obecná čeština) est la forme quotidienne de la langue tchèque, utilisée dans les situations de communication courantes, par opposition au tchèque écrit (spisovná čeština) qui est la forme normative de la langue mais qui, comme son nom l'indique, est surtout une langue employée à l'écrit, rarement employée à l'oral.

## Phonologie
Le phonème é est le plus souvent remplacé par ý/í : malý štěně, plamínek, lítat, mlíko ; le ý (parfois même í) est remplacé par ej. Cette dernière modification apparaît dès le XVe siècle, elle est particulièrement courante pour la terminaison des adjectifs : malej dům mais elle apparaît également au sein de substantifs et de verbes : mlejn, plejtvat, bejt.
La prothèse [v] devant l'initiale o- : vokno (« fenêtre ») au lieu de okno.
Le glide [j] ne se prononce pas à l'initiale des mots : eště au lieu de ještě, přidu au lieu de přijdu ; devant les consonnes : půdu au lieu de půjdu et parfois même devant une voyelle : ňaký, au lieu de nějaký.

## Morphologie

### Verbes
Le verbe de mouvement jet, ainsi que ses dérivés, se prononce avec un "c" intermédiaire : ject;
Au passé, la terminaison  -l chute pour le genre masculin, après une consonne : řek (au lieu de řekl), moh (au lieu de mohl). L'auxiliaire pour la seconde personne du singulier : "jsi" est réduit au simple "s" qui s'ajoute à un mot quelconque, proche dans la phrase : dělalas au lieu de dělala jsi.
Les verbes en -mout dont le radical se termine par une consonne, comme najmout, ont un passé en -mul au lieu de -al. Par exemple : najmout : najal ou najmul.
Les verbes en -nout dont le radical se termine par une consonne, comme tisknout, ont un passé en -nul au lieu de -l. Par exemple : tisknout : tiskl ou tisknul. Les deux formes sont désormais acceptées par l'ouvrage de référence Pravidla českého pravopisu, bien que la terminaison -nul provienne du tchèque familier.

### Agglutination
Il existe des phénomènes d'agglutination : na co devient nač, o co devient oč.

### Déclinaisons
L'unification des déclinaisons des adjectifs au nominatif pluriel: malý lidi, malý ženy, malý města; 
L'unique déclinaison  -ma à l'instrumental pluriel pour tous les genres : těma dobrejma lidma, ženama, chlapama, městama; 
La déclinaison du locatif pluriel féminin -ách s'étend aux genres masculin et neutre : o klukách (au lieu de o klucích);
La déclinaison de l'accusatif singulier du masculin animé -a- s'étend à des substantifs masculins inanimés, désignant le plus souvent des jeux, des boissons, de la nourriture, des marques : Dát si panáka.
Exemple de déclinaison avec une comparaison avec le tchèque standard :
mladý člověk – mladí lidé – mladý stát – mladá žena – mladé zvíře

jeune homme, jeunes gens – jeune État – jeune femme – jeune animal
|       |              | Masculin animé                      | Masculin inanimé                 | Feminin                        | Neutre                               |
| ----- | ------------ | ----------------------------------- | -------------------------------- | ------------------------------ | ------------------------------------ |
| Sing. | Nominatif    | mladej člověk mladý člověk          | mladej stát mladý stát           | mladá žena mladá žena          | mladý zvíře mladé zvíře              |
| Sing. | Accusatif    | mladýho člověka mladého člověka     | mladej stát mladý stát           | mladou ženu mladou ženu        | mladý zvíře mladé zvíře              |
| Sing. | Genitif      | mladýho člověka mladého člověka     | mladýho státu mladého státu      | mladý ženy mladé ženy          | mladýho zvířete mladého zvířete      |
| Sing. | Datif        | mladýmu člověkovi mladému člověkovi | mladýmu státu mladému státu      | mladý ženě mladé ženě          | mladýmu zvířeti mladému zvířeti      |
| Sing. | Locatif      | mladým člověkovi mladém člověkovi   | mladým státě mladém státě        | mladý ženě mladé ženě          | mladým zvířeti mladém zvířeti        |
| Sing. | Instrumental | mladým člověkem mladým člověkem     | mladým státem mladým státem      | mladou ženou mladou ženou      | mladým zvířetem mladým zvířetem      |
| Sing. | Vocatif      | mladej člověče! mladý člověče!      | mladej státe! mladý státe!       | mladá ženo! mladá ženo!        | mladý zvíře! mladé zvíře!            |
| Plu.  | Nominatif    | mladý lidi mladí lidé               | mladý státy mladé státy          | mladý ženy mladé ženy          | mladý zvířata mladá zvířata          |
| Plu.  | Accusatif    | mladý lidi mladé lidi               | mladý státy mladé státy          | mladý ženy mladé ženy          | mladý zvířata mladá zvířata          |
| Plu.  | Genitif      | mladejch lidí mladých lidí          | mladejch států mladých států     | mladejch žen mladých žen       | mladejch zvířat mladých zvířat       |
| Plu.  | Datif        | mladejm lidem mladým lidem          | mladejm státům mladým státům     | mladejm ženám mladým ženám     | mladejm zvířatům mladým zvířatům     |
| Plu.  | Locatif      | mladejch lidech mladých lidech      | mladejch státech mladých státech | mladejch ženách mladých ženách | mladejch zvířatech mladých zvířatech |
| Plu.  | Instrumental | mladejma lidma mladými lidmi        | mladejma státama mladými státy   | mladejma ženama mladými ženami | mladejma zvířatama mladými zvířaty   |
| Plu.  | Vocatif      | mladý lidi! mladí lidé!             | mladý státy! mladé státy!        | mladý ženy! mladé ženy!        | mladý zvířata! mladá zvířata!        |